# أيفي ويليامسون
أيفي ويليامسون (بالإنجليزية: Ivy Williamson)‏ هو لاعب كرة قدم أمريكية أمريكي، ولد في 4 فبراير 1911 في توليدو في الولايات المتحدة، وتوفي في 19 فبراير 1969 في ماديسون في الولايات المتحدة.

## وصلات خارجية
- أيفي ويليامسون على موقع كلية كرة السلة في سبورتس رفرنس.كوم (الإنجليزية)